# 베트남 국회
베트남 사회주의 공화국 국회 (베트남어: Quốc hội nước Cộng hòa xã hội chủ nghĩa Việt Nam / 國會𫭔共和社會主義越南, 월남 사회주의 공화국 국회)는 베트남의 입법부이다. 총 500석이며, 베트남 공산당 의원들이 485석을 차지하고 있고, 무소속 의원들이 14석을 차지하고 있다.
베트남 사회주의 공화국 국회는 베트남 정치 체제에서 중요한 입법 행사 기관으로 베트남 인민들의 최고 대표 기관이자 베트남 사회주의 공화국의 최고 국가 권력 기관이다. 베트남 국회는 크게 세 가지 기능을 수행한다.
1. 헌법과 법률 작성
2. 주요 국가 이슈 결정
3. 감독대상국 운영

## 같이 보기
- 베트남의 정치